# St. Wendel
St. Wendel este un oraș în districtul St. Wendel, landul Saarland, Germania.
1. ↑   https://www.sankt-wendel.de/rathaus/buergermeister/?L=1%27, accesat în 7 martie 2025 Lipsește sau este vid: |title= (ajutor)
2. ↑  Alle politisch selbständigen Gemeinden mit ausgewählten Merkmalen am 31.12.2018 (4. Quartal) (în germană), Statistisches Bundesamt[*], arhivat din original la 10 martie 2019, accesat în 10 martie 2019